# Devil Is a Loser
«Devil Is a Loser» es un sencillo de la banda Lordi, que también contiene un videoclip de dicha canción, publicado en 2003. El sencillo está disponible en versión finlandesa y alemana.
El sencillo, aparte de incluir la canción que da título al mismo, también contiene la canción "Don't Let My Mother Know" (duración 3:30), compuesta y escrita por Tomi Putaansuu. Hoy en día es una pieza muy rara, y que solo ha sido tocada en conciertos del año 2003. Esta canción del sencillo fue publicada como pista adicional en Estados Unidos.

## Canción no satánica
Lordi, quien frecuentemente son referidos como una banda satánica, a menudo apuntan a esta canción — que se refiere al diablo como a una "perra" del cantante — es una evidencia totalmente contraria a dicha afirmación. De hecho, el creador y compositor de la canción Tomi Putaansuu (Mr. Lordi) dice: "Tenemos muchos fans que son creyentes". Devil Is a Loser abrió las puertas en esa perspectiva. Y dichos fanes creyentes dicen estar de acuerdo con la banda."
«Devil Is a Loser» fue una de las seis canciones interpretadas el 26 de mayo de 2006 en un concierto al aire libre en Helsinki, donde la banda celebró su victoria en Eurovision, la primera banda finlandesa, donde la canción "Hard Rock Hallelujah" ganó con un récord en el festival, 292 puntos. La canción alcanzó el puesto número 9 en las cartas Top 20 de Finlandia el 15 de febrero de 2003 y el número 10 en el Top 30 de sencillos del World Modern Rock el 15 de febrero de 2003.

## Lista de canciones
1. «Devil Is a Loser» (3:29)
2. «Don't Let My Mother Know» (3:32)
3. «Devil Is a Loser» (videoclip)

## Créditos
- Mr. Lordi (vocalista)
- Amen (guitarra eléctrica)
- Kalma – (bajo)
- Kita (batería)
- Enary (piano)

## Rendimiento
| Año  | Conteo | Semana | Posición |
| ---- | ------ | ------ | -------- |
| 2003 | Top20  | 6      | 9        |
| 2003 | Top20  | 7      | 11       |
| 2003 | Top20  | 8      | 18       |
| 2003 | Top20  | 12     | 17       |